# Norton ConnectSafe
Norton ConnectSafe – ogólnodostępne serwery DNS oferowane przez Symantec Corporation. Usługa została uruchomiona w czerwcu 2010 roku, a jej głównym założeniem było zapewnienie większego bezpieczeństwa podczas korzystania z internetu. Symantec umożliwiał darmowy dostęp do usługi. 15 listopada 2018 usługa została wyłączona.

## Adresy serwerów Norton ConnectSafe[6]
Bezpieczeństwo (ochrona przed złośliwym oprogramowaniem, phishingiem i scamem)
- 199.85.126.10
- 199.85.127.10

Bezpieczeństwo i ochrona przed pornografią
- 199.85.126.20
- 199.85.127.20

Bezpieczeństwo, ochrona przed pornografią i filtr rodzinny
- 199.85.126.30
- 199.85.127.30